# سیارک ۹۰۲۳
سیارک ۹۰۲۳ (به انگلیسی: 9023 Mnesthus، نامگذاری:1988RG1) نه هزار و بیست و سومین سیارک کشف شده‌است که در ۱۰ سپتامبر ۱۹۸۸ کشف شد.
قدر مطلق سیارک برابر ۱۰٫۴۰ است.